# Srby (Plzeň-jih)
Srby è un comune della Repubblica Ceca facente parte del distretto di Plzeň-jih, nella regione di Plzeň.